# 15841 Yamaguchi
15841 Yamaguchi (1995 OX) là một tiểu hành tinh vành đai chính được phát hiện ngày 27 tháng 7 năm 1995 bởi Akimasa Nakamura ở Kuma Kogen. The asteroidđược đặt tên theo tên của Yamaguchi Prefecture, where Nakamura was born.